# Kaipan 14

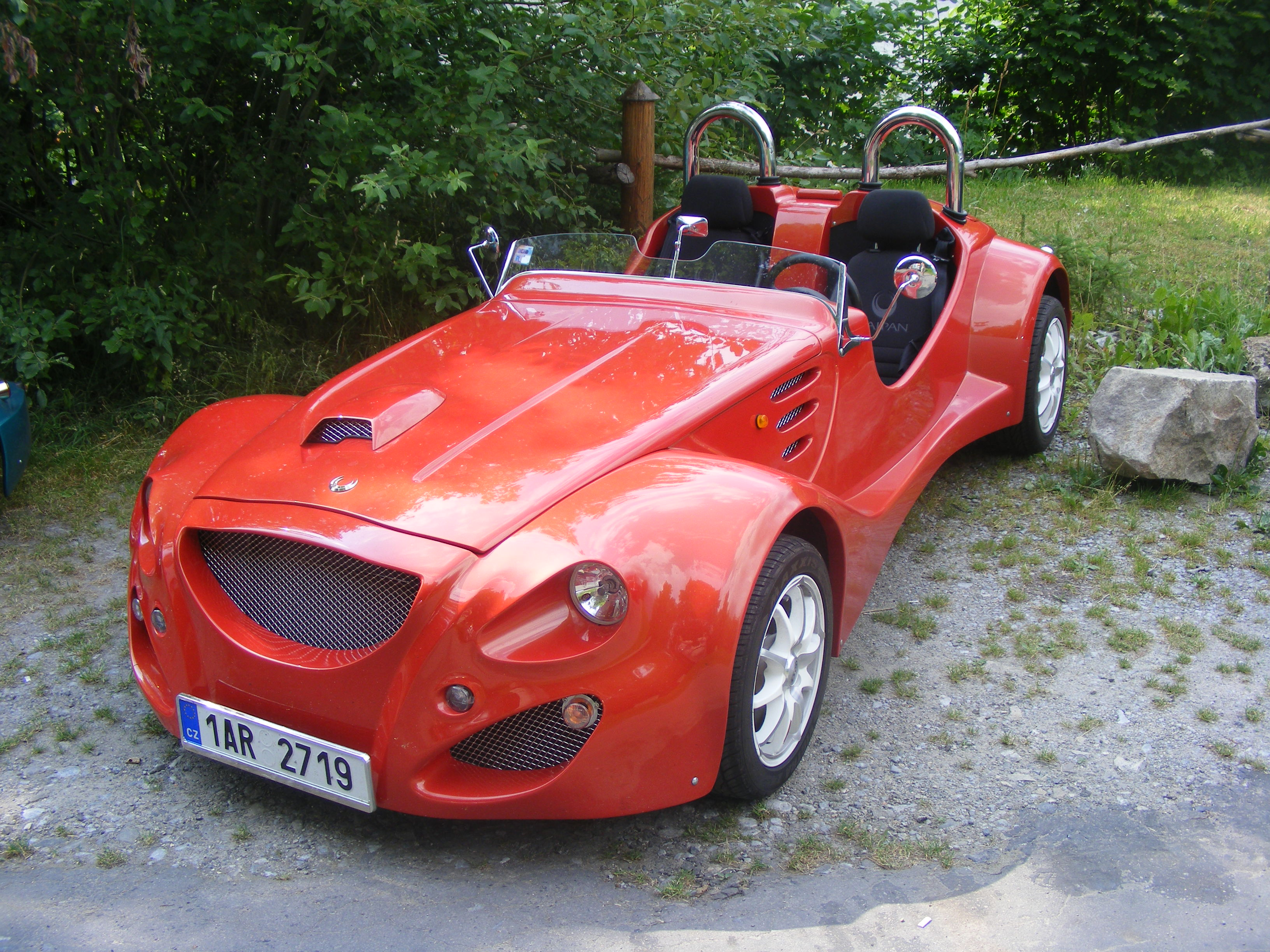
Kaipan 14

Kaipan 14 je model malé české automobilky Kaipan sídlící ve Smržovce. Na rozdíl od modelů 47 a 57 je model 14 první originální karoserií a ne pouze replikou Lotusu Seven.
Kaipan 14 byl představen v roce 2006 na autosalonu v Lipsku v Německu. Interiér vozu je opravdu spartánský a je v něm pouze to nejnutnější, co řidič potřebuje. Model byl později představen i v čistě elektrické variantě – Kaipan Isotra, vznikly zatím pouze 3 prototypy.[kdy?] Vozidlo nemá dveře, má dvě sportovní sedadla, nízké sklo a náhradní pneumatiku umístěnou viditelně na zadní části vozidla. Motor, převodovka a řada dalších použitých komponentů pochází ze Škody Favorit – českého vozu vyráběného v letech 1988-1995. Kaipan 14 tedy představuje kombinaci sportovní karoserie s komponenty z běžně dostupného automobilu. Karoserie je vyrobena z kompozitních materiálů a rám vozidla ze svařovaných ocelových trubek.

## Parametry
- Motor: Škoda Favorit
- Objem: 1289 cm³
- Převodovka: 5 rychlostí
- Poháněná náprava: přední
- Max. výkon: 50 kW / 5500 min−1
- Max. točivý moment: 100 Nm / 3750 min−1
- Rozměry: 3815 x 1640 x 1220
- Hmotnost pohotovostní: 659 kg

Vozidlo stejně jako předchozí modely jde zakoupit vedle hotového vozu i formou stavebnicí značenými písmeny J, K.